# NGC 3714
NGC 3714 ist eine spiralförmige Radiogalaxie vom Hubble-Typ Sa im Sternbild Großer Bär am Nordsternhimmel. Sie ist schätzungsweise 314 Millionen Lichtjahre von der Milchstraße entfernt und hat einen Durchmesser von etwa 230.000 Lichtjahren. Vom Sonnensystem aus entfernt sich die Galaxie mit einer errechneten Radialgeschwindigkeit von näherungsweise 7.100 Kilometern pro Sekunde.
Das Objekt wurde am 11. April 1785 von Wilhelm Herschel entdeckt.

## Galaktisches Umfeld
| Nr. | Galaxie          | Alternativname            | Rek           | Dek           | Distanz/asec |
| --- | ---------------- | ------------------------- | ------------- | ------------- | ------------ |
| →   | NGC 3714         | LEDA/PGC 35556            | 11h31m53.610s | +28d21m30.50s | 0            |
| 1   | LEDA/PGC 1835071 | 2MASX J11320948+2824507   | 11h32m09.517s | +28d24m50.93s | 290.03       |
| 2   | LEDA/PGC 1831549 | 2MASX J11313240+2817173   | 11h31m32.430s | +28d17m17.30s | 377.33       |
| 3   | LEDA/PGC 1836448 | NSA 101592                | 11h31m45.654s | +28d27m44.14s | 387.84       |
| 4   | LEDA/PGC 1834203 | NSA 101590                | 11h31m19.167s | +28d22m59.01s | 463.08       |
| 5   | LEDA/PGC 1831065 | NSA 101744                | 11h31m19.128s | +28d16m17.99s | 552.33       |
| 6   | LEDA/PGC 1829561 | 2MASX J11311627+2813054   | 11h31m16.301s | +28d13m05.06s | 706.06       |
| 7   | LEDA/PGC 35514   | NSA 101749                | 11h31m20.438s | +28d12m04.55s | 715.81       |
| 8   | LEDA/PGC 1836429 | WISEA J113241.41+282742.1 | 11h32m41.407s | +28d27m41.95s | 731.81       |
| 9   | LEDA/PGC 1838290 | NSA 101591                | 11h31m19.855s | +28d31m25.02s | 742.44       |
| 10  | NGC 3713         | LEDA/PGC 35546            | 11h31m42.017s | +28d09m12.93s | 753.54       |
| 11  | LEDA/PGC 1828905 | WISEA J113108.11+281133.3 | 11h31m08.103s | +28d11m33.58s | 847.42       |
| 12  | NGC 3712         | LEDA/PGC 35507            | 11h31m09.15s  | +28d34m04.6s  | 949.07       |
| 13  | LEDA/PGC 1829538 | 2MASX J11305268+2813009   | 11h30m52.681s | +28d13m01.34s | 952.93       |